# 冀寧道
冀寧道是明朝、清朝在山西省和中华民国初期在山西省设置的一个道。

## 历史沿革
- 明山西等处按察司置，兼察太原府。清为分守冀宁道，辖太原、汾州、潞安、泽州四府及辽、沁、平定三州。治所在太原府（治今太原市区）。
- 清以分守冀寧道兼水利，駐省城。宣統二年（1910年）裁撤。
- 民國二年（1913年）3月置中路道。民國三年（1914年）5月改名。道尹為繁要缺，一等，駐陽曲縣（今太原市城區）。轄陽曲、太原、榆次、太谷、祁縣、交城、文水、嵐縣、興縣、徐溝、清源、岢嵐、汾陽、孝義、平遙、介休、石樓、臨縣、中陽、離石、長治、長子、屯留、襄垣、潞城、平順、壺關、黎城、晉城、高平、陽城、陵川、沁水、遼縣、和順、榆社、沁縣、沁源、武鄉、平定、昔陽、盂縣、壽陽等34縣。民國十六年（1927年）廢。
- 日本佔領山西时期1939年4月复置，治所在临汾，辖临汾、洪洞、赵城、霍县、灵石、介休、平遥、祁县、太谷、交城、文水、汾阳、离石、中阳、安泽、浮山、汾西等十七县。